# Ove Fundin
Ove Fundin (ur. 23 maja 1933 w Tranås) – szwedzki żużlowiec, występujący również na torach długich.

## Kariera sportowa
Piętnastokrotny uczestnik finałów IMŚ. Pięć razy był indywidualnym mistrzem świata. Jest jednym z dwóch zawodników w historii żużla (obok Jasona Crumpa), którzy dziesięć razy z rzędu stawali na podium IMŚ (1956–1965 r.). Oprócz startów w indywidualnych czempionatach, Ove zaliczył jeszcze wiele innych imprez rangi światowej. 11 razy występował wraz z kolegami w finałach drużynowych mistrzostw świata. W 1970 roku miał okazję pojechać w finale mistrzostw świata par w Malmö, gdzie cieszył się wraz z Bengtem Janssonem ze srebrnego medalu.
Oprócz sukcesów na torze klasycznym, zdobył także tytuł wicemistrza Europy w wyścigach na długim torze w 1961 roku w Oslo.
Odnosił także zwycięstwa w krajowych rozgrywkach. Aż dziewięciokrotnie sięgał po tytuł indywidualnego mistrza Szwecji.
W Szwecji Ove Fundin został najlepszym szwedzkim sportowcem roku 1961.
Obecnie Ove mieszka na południu Francji, gdzie oddaje się swojej pasji, jaką jest golf. Ponadto spotyka się ze starymi znajomymi, odwiedza swoje dzieci, gdyż, jak sam mówi, chce wynagrodzić swoim pociechom ten czas, kiedy nie było go w domu, bo ścigał się na torach całej Europy zdobywając po drodze pięć tytułów mistrza świata ...
Od 2001 jest patronem Ove Fundin Trophy, pucharu wręczanego zwycięzcy Drużynowego Pucharu Świata.

## Osiągnięcia
Indywidualne mistrzostwa świata
- 1954 –  Londyn – 16. miejsce – 2 pkt → wyniki
- 1955 –  Londyn – 6. miejsce – 10 pkt → wyniki
- 1956 –  Londyn – 1. miejsce – 13 pkt → wyniki
- 1957 –  Londyn – 2. miejsce – 14+2 pkt → wyniki
- 1958 –  Londyn – 2. miejsce – 13 pkt → wyniki
- 1959 –  Londyn – 2. miejsce – 13 pkt → wyniki
- 1960 –  Londyn – 1. miejsce – 14+3 pkt → wyniki
- 1961 –  Malmö – 1. miejsce – 14 pkt → wyniki
- 1962 –  Londyn – 3. miejsce – 10+3 pkt → wyniki
- 1963 –  Londyn – 1. miejsce – 14 pkt → wyniki
- 1964 –  Göteborg – 3. miejsce – 13+2 pkt → wyniki
- 1965 –  Londyn – 3. miejsce – 13+2 pkt → wyniki
- 1967 –  Londyn – 1. miejsce – 14+3 pkt → wyniki
- 1968 –  Göteborg – 9. miejsce – 7 pkt → wyniki
- 1969 –  Londyn – 7. miejsce – 9 pkt → wyniki

Drużynowe mistrzostwa świata
- 1960 –  Göteborg – 1. miejsce – 12 pkt → wyniki
- 1961 –  Wrocław – 2. miejsce – 11 pkt → wyniki
- 1962 –  Slaný – 1. miejsce – 9 pkt → wyniki
- 1963 –  Wiedeń – 1. miejsce – 7 pkt → wyniki
- 1964 –  Abensberg – 1. miejsce – 6 pkt → wyniki
- 1965 –  Kempten (Allgäu) – 2. miejsce – 8 pkt → wyniki
- 1966 –  Wrocław – 3. miejsce – 2 pkt → wyniki
- 1967 –  Malmö – 1. miejsce – 6 pkt → wyniki
- 1968 –  Londyn – 2. miejsce – 11 pkt → wyniki
- 1969 –  Rybnik – 4. miejsce – 2 pkt → wyniki
- 1970 –  Londyn – 1. miejsce – 11 pkt → wyniki

Mistrzostwa świata par
- 1969 –  Sztokholm – 2. miejsce – 14 pkt → wyniki
- 1970 –  Malmö – 2. miejsce – 15 pkt → wyniki

Indywidualne mistrzostwa świata na długim torze
- 1961 –  Oslo – 2. miejsce → wyniki

Indywidualne mistrzostwa Szwecji
- 1952 – Sztokholm – 12. miejsce – 4 pkt → wyniki
- 1955 – Sztokholm – 3. miejsce – 12+3 pkt → wyniki
- 1956 – Göteborg – 1. miejsce – 14 pkt → wyniki
- 1957 – Sztokholm – 1. miejsce – 14+3 pkt → wyniki
- 1958 – Sztokholm – 3. miejsce – 13+2 pkt → wyniki
- 1959 – Sztokholm – 2. miejsce – 14 pkt → wyniki
- 1960 – Sztokholm – 1. miejsce – 15 pkt → wyniki
- 1961 – Sztokholm – 4. miejsce – 11 pkt → wyniki
- 1962 – Göteborg – 1. miejsce – 14+3 pkt → wyniki
- 1963 – Sztokholm – 4. miejsce – 12 pkt → wyniki
- 1964 – Sztokholm – 1. miejsce – 14+3 pkt → wyniki
- 1965 – Sztokholm – 2. miejsce – 14+2 pkt → wyniki
- 1966 – Sztokholm – 1. miejsce – 12 pkt → wyniki
- 1967 – Göteborg – 1. miejsce – 14 pkt → wyniki
- 1968 – Sztokholm – 4. miejsce – 10 pkt → wyniki
- 1969 – Göteborg – 1. miejsce – 14 pkt → wyniki
- 1970 – Sztokholm – 1. miejsce – 14 pkt → wyniki
- 1971 – Sztokholm – jako rezerwowy – nie startował → wyniki